# Brugernes FørerhundeOrdning
Brugernes FørerhundeOrdning (BFO) er en dansk non-profit-forening, der træner og udplacerer førerhunde.
Foreningen er etableret i 2010 af en gruppe førerhundebrugere, der ønskede medbestemmelse i deres kommende førerhundes race og træning, så denne kunne optimeres til at møde brugernes individuelle behov.
Siden er foreningens felt udvidet til også at træne andre servicehunde, fx til kørestolsbrugere og folk med PTSD eller angst.
Foreningens primære formål er hermed at træne og udplacere servicehunde, der er specifikt trænet til brugerens behov, men foreningen står også bag en del oplysningskampagner om synshandicappede og servicehunde samt kurser for brugere, pårørende og virksomheder.
Brugernes FørerhundeOrdning adskiller sig fra andre førerhunde-foreninger ved at tilbyde medbestemmelse i forhold til valg af race, ved at samtræne i brugerens eget område, og ved ikke at have begrænsning på, hvor meget hjælp den enkelte bruger kan modtage.
Foreningens politiske arbejde dannede grundlag for det lovforslag, der efter vedtagelsen betød, at det ikke længere er lovligt at diskriminere grundet handicap - og at er blind derfor eksempelvis skal have lov til at tage sin førerhund med ind i forretninger, hvor det normalt ikke er tilladt at medbringe dyr.
Brugernes FørerhundeOrdning tilbyder støttemedlemskaber, men kræver ikke medlemskab som en betingelse for at gå ind i en sag: I stedet fokuseres på generelle problematikker for synshandicappede.
Foreningens bestyrelse består primært af synshandicappede med den blinde formand, Winnie Vestergaard, i spidsen